# A Felicidade Conjugal
A Felicidade Conjugal (em russo:  Семейное счастие, transl. Semejnoe sčastie) é um romance juvenil, escrito por Leo Tolstoy em 1859 e publicada no diário Russkij vestnik.

## Enredo
A história diz respeito ao amor e o casamento entre uma mulher jovem em idade de dezessete anos, Mashechka e Sergey Mikhaylych, um homem de trinta e seis anos de idade, um velho conhecido e amigo da família. Depois do noivado, os dois se casam e mudam-se para a casa de Sergey.
Ao longo do curso da história, a menina descobre que a vida de casada e os seus sentimentos em relação ao marido podem vir a ser na verdade muito mais complexos do que se imaginava no início e que têm muito pouco a ver com as ingênuas noções de "vida matrimonial" que tinha sido lhe ensinado quando ela ainda era apenas uma menina.

## Edições
- Título A Felicidade Conjugal Autor Lev Tolstoi Editora Lev Tolstoi, 2015 ISBN	8893159457, 9788893159456[1]